# Zona Gale

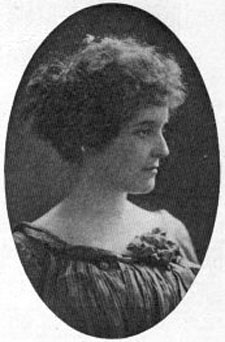
Zona Gale

Zona Gale (* 26. August 1874 in Portage, Wisconsin; † 27. Dezember 1938 in Chicago) war eine US-amerikanische Schriftstellerin und Dramatikerin, die 1921 für ihr Theaterstück Miss Lulu Bett den Pulitzer-Preis für Theater erhielt und damit die erste weibliche Preisträgerin in dieser Kategorie war.

## Biografie
Nach dem Besuch der Wayland Academy in Beaver Dam studierte sie Literaturwissenschaft an der University of Wisconsin–Madison und schloss dieses Studium 1895 mit einem Bachelor (B.Lit.) ab. Ein darauf folgendes postgraduales Studium an dieser Universität beendete sie 1899 mit einem Master of Arts (M.A. Literature).
Einige Jahre darauf widmete sie sich der Schriftstellerei und veröffentlichte 1906 mit Romance Island ihren Debütroman. In der Folgezeit veröffentlichte sie neben Sammlungen von Kurzgeschichten wie The Loves of Pelleas and Etarre (1907), Friendship Village (1908), Friendship Village Love Stories (1909), Mothers to Men (1911), When I Was a Little Girl (1913), Neighborhood Stories (1914), Peace in Friendship Village (1919), The Neighbors (1920), Yellow Gentians and Blue (1927) und Old-Fashioned Tales (1933) auch zahlreiche weitere Romane wie Christmas: A Story (1912), Heart's Kindred (1915), A Daughter of the Morning (1917), Birth (1918), The Novel of Tomorrow (1922), Faint Perfume (1923), Preface to Life (1926), Borgia (1929), Bridal Pond (1930), Papa La Fleur (1933) sowie Light Woman (1937).
In der Anthologie The Secret Way (1921) erschien eine Sammlung ihrer bekanntesten Gedichte wie The Bureau, Contours, The Dining Room, Half Thought , I Wandered Where the Wonder of the Sky, Last Night I Dreamed I Saw My Mother Young, Levitation, A Meeting, Old Talk , One Dawn She Woke Me, Paradise and Purgatory, Return, The Secret Way und There Are Within Us Lives We Never Live. Daneben erschien von ihr eine Sammlung von Essays unter dem Titel Portage, Wisconsin and Other Essays (1928).
In den 1920er Jahren begann sie mit dem Verfassen von Dramen und erhielt gleich für ihr erstes Theaterstück Miss Lulu Bett (1920) im darauf folgenden Jahr den Pulitzer-Preis für Theater. In der Folgezeit erschienen Uncle Jimmy (1922), Mister Pitt (1924), Mr. Pitt (1925), The Clouds (1932), Evening Clothes (1932) sowie Faint Perfume (1934).
Neben ihrer schriftstellerischen Tätigkeit gehörte sie zwischen 1923 und 1929 dem Vorstand der University of Wisconsin an.
Zuletzt erschien von ihr 1938 unter dem Titel Frank Miller of Mission Inn die Biografie des Gründers des legendären Hotels Mission Inn in Riverside. Ihr letzter Roman Magna erschien 1939 posthum.